# Broadway (Worcestershire)
Broadway is een civil parish in het Engelse district Worcestershire met 3080 inwoners (2011). Het ligt aan de voet van Fish Hill, ten westen van de Cotswolds.
Broadway was een drukke postkoetshalte op de weg van Worcester naar Londen. Vanaf de 19de eeuw vestigden zich er kunstenaars en schrijvers, zoals Elgar, John Singer Sargent, J.M. Barrie, Ralph Vaughan Williams, William Morris en Mary Anderson. Het dorp wordt wel de "parel van de Cotswolds" genoemd.
De "Broadway" is de High Street, de met gras omzoomde hoofdstraat, gecentreerd rond The Green, die beplant is met rode kastanjebomen en omringd wordt door gebouwen in honingkleurige Cotswoldkalksteen. De meeste dateren uit de 16e eeuw. 
Broadway is een centrum voor kunst en antiek, dat veel toeristen trekt: er zijn hotels, pubs, galeries, antiekwinkels, restaurants en tearooms. Lokale attracties zijn onder andere het Gordon Russell Museum, gewijd aan de 20ste-eeuwse meubelontwerper Gordon Russell, een filiaal van het Ashmolean Museum, dat gevestigd is in het 17de-eeuwde Tudor House, en de 17 m hoge Broadway Tower, gelegen op een heuveltop in het Country Park. Boven het dorp torent Broadway Hill, met 309 m het hoogste punt in de noordelijke Cotswolds. Deze site is populair bij wandelaars.
In 2004 werd een grote hoeveelheid Romeins en middeleeuws huishoudelijk afval en, belangrijker nog, een grote hoeveelheid bewerkte mesolithische vuursteen blootgelegd. Dit situeert het bestaan van het dorp 5000 jaar terug en kan het bewijs zijn van een van de eerste woongebieden in het Verenigd Koninkrijk. Men gelooft dat het een stopplaats was voor jagers-verzamelaars.